# Brian Eastick
Brian Eastick (Londra, 27 gennaio 1951) è un allenatore di calcio ed ex calciatore inglese.

## Carriera

### Giocatore
Ha avuto un breve passato da calciatore nelle giovanili del Crystal Palace, ed è stato convocato dalla nazionale inglese Under-18.

### Nazionale
Nella stagione 1987-1988 ha allenato per 5 mesi il Newport County, mentre nella stagione seguente ha lavorato come vice al Leyton Orient. In precedenza, aveva collaborato con i settori giovanili di varie squadre professionistiche inglesi (QPR, Chelsea, Brighton e Charlton). Dal 1995 al 1998 è stato vice di Bryan Hamilton sulla panchina della nazionale dell'Irlanda del Nord; dal 1998 al 2005 ha invece riorganizzato il settore giovanile del Birmingham City, dove ha lavorato come responsabile.
Dal 2005 al 2007 ha allenato nelle giovanili del Newcastle Utd.
È stato commissario tecnico della nazionale Under-20 inglese ai Mondiali Under-20 2009 ed ai Mondiali Under-20 2011.